# Математична задача

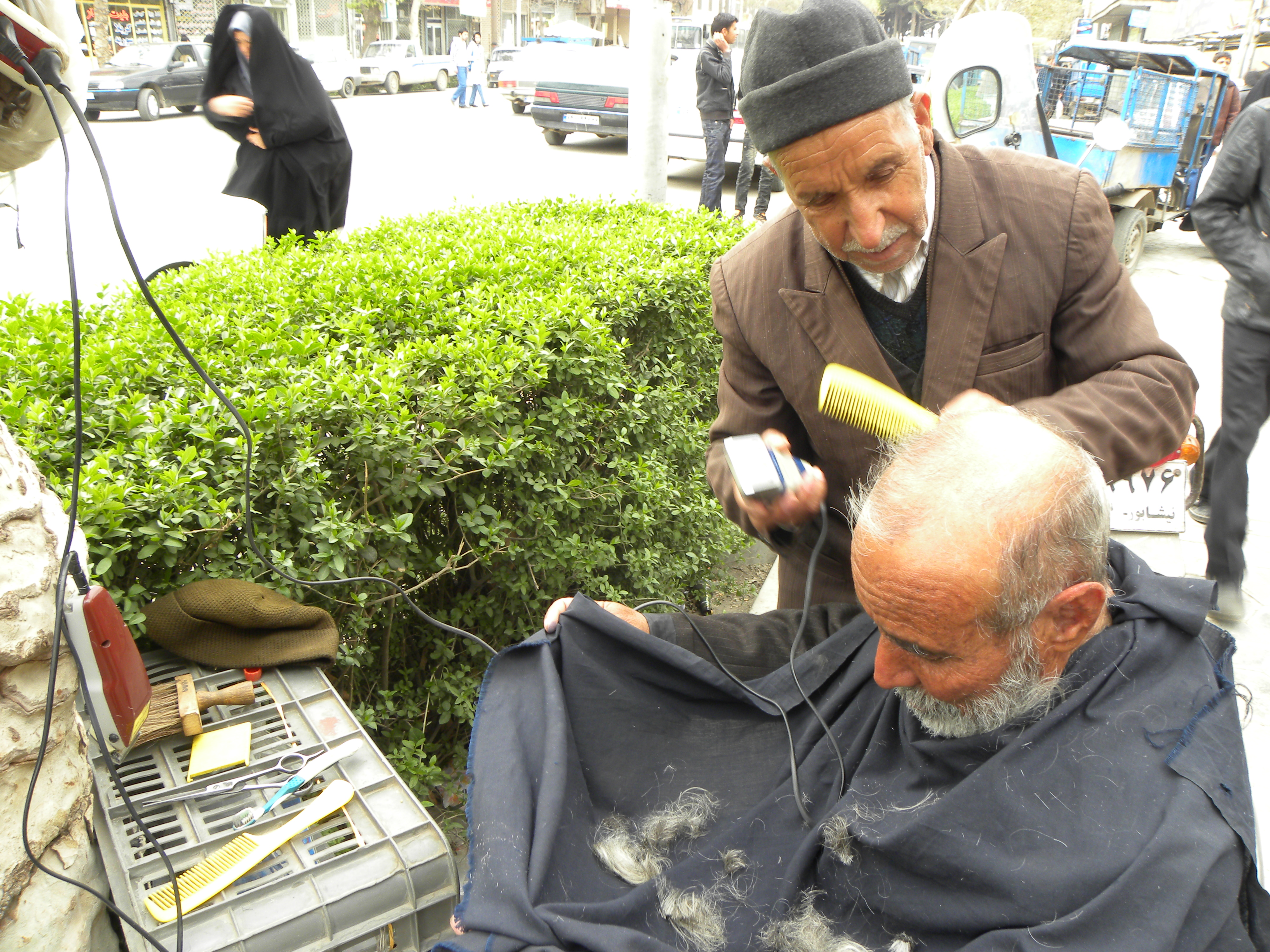
Припустимо, одного дня Ви йдете повз перукарню і побачите табличку, яка говорить:
«Ви голите себе?
Якщо ні, будь ласка, заходьте, і я поголю вас!
Я голю всіх, хто не голиться сам,
і більше нікого».
Тож питання: «Хто голить перукаря?»
- Парадокс голяра

Математична задача — це проблема, яку можна виразити, проаналізувати та, можливо, розв'язати математичними методами. Така проблема може стосуватися як реального світу, наприклад, потрібно обчислити орбіти планет Сонячної системи, так само це може бути проблема абстрактного характеру, наприклад, одна з проблем Гільберта.
Також це може бути проблема, яка стосується основ математики, наприклад, парадокс Расселла.
Результат розв'язаної математичної задачі доводиться та перевіряється формально.

## Проблеми реального світу
Неформальні «реальні» математичні проблеми — це питання, пов'язані з конкретною ситуацією, наприклад: «Василь має п'ять яблук і дає три Петру. Скільки в нього залишилось?». Такі питання, як правило, важче розв'язати, ніж звичайні математичні вправи типу «5 - 3», навіть якщо хтось знає математику необхідну для розв'язання задачі. Вони відомі як текстові задачі, їх використовують у шкільній математиці, щоб навчити учнів поєднувати реальні ситуації з абстрактною мовою математики.
Взагалі, щоб використовувати математику для вирішення реальної проблеми, першим кроком повинна бути побудова математичної моделі задачі. Це передбачає абстрагування від деталей проблеми, і слід бути обережним, щоб не втратити суттєвого при переводі початкової проблеми в математичну. Після того, як проблема буде розв'язана, як математична задача, її розв'язок слід перенести назад, вже у контекст початкової задачі.
Поглядом назовні в реальному світі є різні феномени, від простого до складного. Деякі з них також мають складний механізм, та потребують мікроскопічного спостереження, при простому зовнішньому вигляді. Це залежить від масштабу спостереження та стабільності механізму. Буває, що просте явище пояснюється простою моделлю, але й трапляється, коли проста модель буде в змозі пояснити складне явище. Одним з таких прикладів є модель теорії хаосу.

## Абстрактні проблеми
Абстрактні математичні задачі виникають у всіх галузях математики. Хоча й математики зазвичай вивчають їх заради самих себе, проте такий підхід може допомогти отримати результати, які знаходять застосування поза сферою математики. Теоретична фізика історично була і залишається невичерпним джерелом натхнення.
Деякі абстрактні проблеми категорично виявилися нерозв'язними, серед них: не можлива квадратура круга та трисекція кута за допомогою побудов циркулем та лінійкою та не можливо алгебраїчно розв'язати загальне рівняння п'ятого степеня. Також, скоріше за все нерозв'язні так звані нерозв'язні проблеми, такі як проблема зупинки для машин Тюрінга.
Багато абстрактних проблем можна вирішувати без значних зусиль, деякі розв'язуються з великими зусиллями, коли не зважаючи на суттєве просування, повне рішення все ще не отримано. Серед тих задач, які «вистояли» — гіпотеза Гольдбаха та гіпотеза Коллатца. Деякі відомі складні абстрактні проблеми було розв'язано порівняно нещодавно: проблема чотирьох фарб, Остання теорема Ферма та гіпотеза Пуанкаре.
Всі нові математичні ідеї, які відкривають нові горизонти нашої уяви, не відповідають реальному світу. Наука — це спосіб пошуку лише нової математики. З точки зору сучасної математики, вважається, що для вирішення математичної задачі потрібно формально її звести до операцій над символами, які обмежені певними правилами, такими як шахи (або сьоґі, або ґо). В цьому сенсі Вітгенштайн зводить математику до мовної гри (нім. sprachspiel). Тож математична задача, яка не має відношення до реальної задачі, пропонується до вирішення математиком. І, може бути, що інтерес самого математика до вивчення математики зробить набагато більше, ніж новизна чи різниця оціночного судження математичної роботи, якщо математика — це гра. Поппер критикує таку точку зору, яка може бути прийнятною в математиці, але не в інших наукових дисциплінах.
Комп'ютери не повинні відчувати мотивацію математиків для того, щоб робити те, що вони роблять. Формальні визначення та комп'ютерні висновки, які можна перевірити комп'ютером, абсолютно важливі для математичних наук. Життєздатність методологій заснованих на символах, які можна перевірити за допомогою комп'ютера, досягається не стільки лише правилами, а суттєво залежить від нашої уяви.
Див. також: Логічний позитивізм та Falsifikationismus

## Деградація
У викладачів математики, які використовують для оцінювання навчання розв'язання задач, часто виникає питання, сформульоване Аланом Шенфельдом (англ. Alan H. Schoenfeld):
Як можна порівняти результати тестів різних років, коли для оцінювання використовуються дуже різні завдання? (Якщо використовували однакові завдання кожного року, то викладачі та студенти стали би їх практикувати: тоді завдання стають вправами, а тест більше не оцінює розв'язання проблем).
Майже на два століття раніше з тією ж проблемою зіткнувся і Сільвестр Лакруа:
… необхідно варіювати питання, по яким студенти можуть спілкуватися один з одним. Хоча іспит може й не буде складений, проте він може бути складений пізніше. Таким чином, розподіл запитань, різноманітність тем чи відповідей загрожує втратою можливості порівняти кандидатів один з одним.
Така деградація задач до вправ характерна в історії математики. Наприклад, описуючи підготовку до Кембриджського математичного трайпосу в 19 столітті, Ендрю Уорік писав (англ. Andrew Warwick):
… багато тодішніх стандартних задач створювалися з оглядом на здібності найбільших математиків 18 століття.

## Додаткові посилання
- Збірник текстових задач [Архівовано 24 січня 2019 у Wayback Machine.] (англ.)